# 民主變革論壇
民主變革論壇是烏干達其中一個主要反對黨，成立於2004年12月14日，由多個反對黨派合併而成。該黨稱其宗旨是建設一個繁榮、和平、團結的烏干達。報導表明，在烏干達，民主變革論壇的成員常常遭受到烏干達抵運當局的騷擾。